# Ancylistes closterii
Ancylistes closterii är en svampart som beskrevs av Pfitzer 1872. Ancylistes closterii ingår i släktet Ancylistes och familjen Ancylistaceae.   Inga underarter finns listade i Catalogue of Life.